# Альберто Фернандес
Альбе́рто А́нхель Ферна́ндес (2 квітня 1959 , Буенос-Айрес ) — аргентинський політик. Очолював уряд країни за часів президентства Нестора Кіршнера і, частково, Крістіни Фернандес де Кіршнер. Залишив посаду 23 липня 2008 року. Президент Аргентини (2019—2023).

## Біографія
Фернандес народився у Буенос-Айресі, де згодом навчався на юридичному факультеті Університету Буенос-Айреса. У віці 24 років він здобув вищу освіту, а згодом став викладачем кримінального права у рідному навчальному закладі. Політичне життя він розпочав з праці на невиборних посадах у раді Буенос-Айреса, в національній палаті депутатів та міністерстві економіки. За цей час він став близьким до колишнього губернатора Буенос-Айреса Едуардо Дуальде.
7 червня 2000 року його було обрано депутатом від міста Буенос-Айрес, від партії меншості Acción por la República, яку очолював Домінго Кавальйо, міністр економіки в адміністрації Фернандо де ла Руа. Він відмовився від цього місця після призначення його главою уряду. Цю посаду він зберігав до липня 2008 року.
У травні 2019 року Альберто Фернандес оголосив про намір балотуватися на посаду президента Аргентини у парі з Крістіною Фернандес де Кіршнер, яка претендує на посаду віце-президента. У серпні того ж року він переміг на праймеріз, набравши 47 % голосів. Після цієї перемоги в Аргентині різко впав курс песо, а акції аргентинських компаній на Уолл-стріт впали на 62 %. Міністр внутрішніх справ Аргентини Рохеліо Фрігеріо заявив, що у разі перемоги Альберто Фернандеса на президентських виборах фактично буде правити Крістіна Кіршнер. 28 жовтня 2019 року було оголошено про перемогу Фернандеса в першому турі виборів.
Невдовзі після інавгурації Альберто Фернандеса до Аргентини дісталася пандемія коронавірусу, яка спричинила суттєве падіння економіки й усіх секторів виробництва. 2021 року партія Frente de Todos втратила більшість в Конгресі, відтак Фернандес втратив підтримку парламенту і не зміг реалізувати більшість проєктів, які обіцяв у своїй передвиборчій програмі. Криза, яка розпочалася в країні ще 2018 року, лише поглибилася. До президентських виборів темпи інфляції досягли більш ніж 10 % на місяць, що стало найвищим показником з 1991 році. До цього додалася політична криза 2022 року, яка викликала нестабільність у владі з відставкою високопосадовців. Це стало причиною повернення популярності в аргентинському суспільстві гасла «Нехай усі підуть». Відтак Альберто Фернандес вирішив навіть не висувати свою кандидатуру на виборах 2023 року.